# Bay Port
Bay Port – jednostka osadnicza w Stanach Zjednoczonych, w stanie Michigan, w hrabstwie Huron.